# Гамбарова Ельміра Ельдар-кизи
Ельміра Ельдар-кизи Гамбарова (азерб. Elmira Eldar qızı Qəmbərov; нар. 14 березня 1994) — азербайджанська борчиня вільного стилю, бронзова призерка чемпіонату Європи, срібна призерка Європейських ігор.

## Життєпис
Боротьбою почала займатися з 2011 року. У 2014 році здобула срібну медаль чемпіонату Європи серед юніорів. У 2015 році стала бронзовою призеркою чемпіонату Європи серед молоді.
Виступає за борцівський клуб «Зеніт» Баку. Тренер — Аслан Агаєв (з 2011).

## Спортивні результати на міжнародних змаганнях

### Виступи на Чемпіонатах світу
| Змагання                        | Збірна      | Вагова категорія          | Місце |
| ------------------------------- | ----------- | ------------------------- | ----- |
| Чемпіонат світу з боротьби 2017 | Азербайджан | жіноча боротьба, до 63 кг | 12    |
| Чемпіонат світу з боротьби 2018 | Азербайджан | жіноча боротьба, до 62 кг | 14    |
| Чемпіонат світу з боротьби 2019 | Азербайджан | жіноча боротьба, до 62 кг | 29    |

### Виступи на Чемпіонатах Європи
| Змагання                         | Збірна      | Вагова категорія          | Місце  |
| -------------------------------- | ----------- | ------------------------- | ------ |
| Чемпіонат Європи з боротьби 2017 | Азербайджан | жіноча боротьба, до 63 кг | 7      |
| Чемпіонат Європи з боротьби 2018 | Азербайджан | жіноча боротьба, до 62 кг | 8      |
| Чемпіонат Європи з боротьби 2019 | Азербайджан | жіноча боротьба, до 59 кг | Бронза |
| Чемпіонат Європи з боротьби 2020 | Азербайджан | жіноча боротьба, до 59 кг | 7      |

### Виступи на Європейських іграх
| Змагання              | Збірна      | Вагова категорія          | Місце  |
| --------------------- | ----------- | ------------------------- | ------ |
| Європейські ігри 2015 | Азербайджан | жіноча боротьба, до 63 кг | 15     |
| Європейські ігри 2019 | Азербайджан | жіноча боротьба, до 62 кг | Срібло |

### Виступи на Кубках світу
| Змагання                    | Збірна      | Вагова категорія | Місце |
| --------------------------- | ----------- | ---------------- | ----- |
| Кубок світу з боротьби 2017 | Азербайджан | команда          | 7     |

### Виступи на інших змаганнях
| Змагання                                     | Збірна      | Вагова категорія                 | Місце  |
| -------------------------------------------- | ----------- | -------------------------------- | ------ |
| Вогні Москви 2014                            | Азербайджан | жіноча боротьба, до 63 кг        | Срібло |
| Гран-прі Парижа з боротьби 2015              | Азербайджан | жіноча боротьба, до 63 кг        | 13     |
| Золотий Гран-прі з боротьби 2015             | Азербайджан | жіноча боротьба, до 63 кг        | 5      |
| Кубок Алроси 2016                            | Азербайджан | жіноча боротьба, до Teamevent кг | Срібло |
| Золотий Гран-прі з боротьби 2016             | Азербайджан | жіноча боротьба, до 63 кг        | 5      |
| Київський Міжнародний турнір з боротьби 2017 | Азербайджан | жіноча боротьба, до 63 кг        | Срібло |
| Ігри ісламської солідарності 2017            | Азербайджан | жіноча боротьба, до 63 кг        | Бронза |
| Кубок Алроси 2017                            | Азербайджан | команда                          | Бронза |
| Турнір Ібрагіма Мустафи 2018                 | Азербайджан | жіноча боротьба, до 62 кг        | 5      |
| Турнір Олександра Медведя 2018               | Азербайджан | жіноча боротьба, до 62 кг        | Бронза |
| Henri Deglane Challenge 2019                 | Азербайджан | жіноча боротьба, до 62 кг        | 5      |
| Турнір міста Сассарі з боротьби 2019         | Азербайджан | жіноча боротьба, до 62 кг        | Срібло |
| Турнір Яшара Догу 2020                       | Азербайджан | жіноча боротьба, до 62 кг        | Бронза |

### Виступи на змаганнях молодших вікових груп
| Змагання                                       | Збірна      | Вагова категорія          | Місце  |
| ---------------------------------------------- | ----------- | ------------------------- | ------ |
| Чемпіонат Європи з боротьби серед юніорів 2014 | Азербайджан | жіноча боротьба, до 63 кг | Срібло |
| Чемпіонат світу з боротьби серед юніорів 2014  | Азербайджан | жіноча боротьба, до 63 кг | 5      |
| Чемпіонат Європи з боротьби серед молоді 2015  | Азербайджан | жіноча боротьба, до 63 кг | Бронза |
| Чемпіонат Європи з боротьби серед молоді 2017  | Азербайджан | жіноча боротьба, до 63 кг | 7      |
| Чемпіонат світу з боротьби серед молоді 2017   | Азербайджан | жіноча боротьба, до 63 кг | 8      |